# Chironomus anchialicus
Chironomus anchialicus är en tvåvingeart som beskrevs av Michailova 1974. Chironomus anchialicus ingår i släktet Chironomus och familjen fjädermyggor. Inga underarter finns listade i Catalogue of Life.